# Vallsjöarna (den södra)
Vallsjöarna (den södra av två) är en sjö i Orsa kommun i Dalarna och ingår i Dalälvens huvudavrinningsområde. Sjön har en area på 0,12 kvadratkilometer och ligger 465,2 meter över havet. Sjön avvattnas av vattendraget Ångsvasseln. Vid provfiske har abborre fångats i sjön.

## Delavrinningsområde
Vallsjöarna H 465 ingår i det delavrinningsområde (680023-144727) som SMHI kallar för Utloppet av Vallsjöarna H 465. Medelhöjden är 492 meter över havet och ytan är 8,99 kvadratkilometer. Det finns inga avrinningsområden uppströms utan avrinningsområdet är högsta punkten. Ångsvasseln som avvattnar avrinningsområdet har biflödesordning 4, vilket innebär att vattnet flödar genom totalt 4 vattendrag innan det når havet efter 359 kilometer. Avrinningsområdet består mestadels av skog (40 procent) och sankmarker (54 procent). Avrinningsområdet har 0,23 kvadratkilometer vattenytor vilket ger det en sjöprocent på 2,5 procent.